# Tomášikovo
Tomášikovo / Tallós est un village de Slovaquie situé dans la région de Trnava.

## Histoire
La première mention écrite du village date de 1646.
La localité fut annexée par la Hongrie après le premier arbitrage de Vienne le 2 novembre 1938. En 1938, on comptait 2 087 habitants dont 28 juifs. Elle faisait partie du district de Galanta, en hongrois Galántai járás. Le nom de la localité avant la Seconde Guerre mondiale était Tallós. Durant la période 1938-1945, le nom hongrois Tallós était d'usage. À la libération, la commune a été réintégrée dans la Tchécoslovaquie reconstituée.

## Démographie

### Évolution de la population
| Année:               | 1994. | 2004.   | 2014.   | 2024.   |
| -------------------- | ----- | ------- | ------- | ------- |
| Nombre de personnes: | 1488  | 1574    | 1645    | 1805    |
| Différence:          |       | +5,77 % | +4,51 % | +9,72 % |

| Année:               | 2023. | 2024.   |
| -------------------- | ----- | ------- |
| Nombre de personnes: | 1796  | 1805    |
| Différence:          |       | +0,50 % |